# Gian Dinh De
Giản Định Đế, född Trần Ngỗi, död 1409, var den förste kejsaren av Senare Trandynastin i Vietnam. Han regerade från 1407 till 1409.
Han bekämpade de kinesiska trupperna och försökte återupprätta Trandynastin som hade erövrat landet men lyckades inte besegra dem. Han efterträddes av sin brorson Trùng Quang Đế.